# Hinrichtung von Seyed Mohammad Hosseini
Seyed Mohammad Hosseini (persisch سید محمد حسینی; geboren 1983; gestorben am 7. Januar 2023) war ein iranischer Demonstrant, den das Revolutionsgericht der Islamischen Republik Iran zum Tod verurteilte und hinrichten ließ.
Hosseini arbeitete als ehrenamtlicher Kindertrainer. Am Samstag, den 7. Januar 2023 wurde er zusammen mit dem 22-jährigen Karate-Sportler Mohammad Mehdi Karami hingerichtet. Beide Männer hatten an den Protesten gegen die Führung des Landes teilgenommen. Ihnen wurde vorgeworfen, einen Angehörigen der Sicherheitskräfte getötet zu haben. Sein Anwalt erklärte laut der in London ansässigen Nachrichtenseite IranWire, Hosseini sei in Haft schwer misshandelt worden.
Zuvor wandte sich der junge Mann in einem Brief an die Öffentlichkeit und schrieb: „Ich werde für die Freiheit der Frauen meines Landes mein Leben geben.“

## Leben
Als Kampfsportlehrer soll Hosseini sozial benachteiligte Kinder unterrichtet haben. Als Angestellter auf einer Geflügelfarm verdiente er selbst angeblich nur wenig. Er lebte alleine und hatte keine Familie. Seine Eltern starben vor vielen Jahren. Sein Brief wurde auf Instagram veröffentlicht: „Ich bin Mohammad Hosseini, ein Gefangener in einem der gefürchteten Gefängnisse der iranischen Regierung. Keine Mutter, keinen Vater, keine Familie, ein Freund aller Güte in dieser Welt.“
Als Antwort auf seine Hinrichtung schrieb die Schauspielerin Golshifteh Farahani:
„Deine Eltern waren nicht da, um deinen unschuldigen und leblosen Körper zu nehmen und ihn in die Erde zu beerdigen; Aber der Iran hat dich übernommen und dich in seinem Herzen begraben.“